# Kęstutis Vilkauskas
Kęstutis Vilkauskas (* 19. Juni 1969 in Lankakiemis, Rajongemeinde Kaišiadorys) ist ein litauischer linker Politiker und Seimas-Mitglied.

## Leben
Nach dem Abitur 1987 an der Mittelschule Kruonis schloss Vilkauskas 1994 das Diplomstudium  der Pädagogik an der Pädagogischen Universität Vilnius und 2003 das Masterstudium der Rechtswissenschaften an der Lietuvos teisės universitetas in der litauischen Hauptstadt Vilnius ab.
Von 1994 bis 1996 lehrte er an der Sekundarschule Trakai und von 1996 bis 1997 war Spezialist am Zentrum für Tourismus und Information Trakai.
Von 1997 bis 2003 war er stellv. Amtsbezirksleiter und von 2003 bis 2019  Amtsbezirksleiter sowie von 2019 bis 2020 Ratsmitglied der Rajongemeinde Trakai.
Von 2019 bis 2020 arbeitete er als Spezialist am Geschichtsmuseum Trakai. Seit 2020  ist er Mitglied im 13. Seimas, Mitglied des Ausschusses für Kultur und des Ausschusses für Zukunft.
2009 war er Vizepräsident und 2016 Präsident der Vereinigung der Amtsbezirksleiter der litauischen Gemeinden.
Er ist Mitglied der LSDP.